# Chiesa della Beata Vergine delle Grazie (Ozieri)
La chiesa della Beata Vergine delle Grazie è un luogo di culto situato nell'abitato di Ozieri.

## Storia
La chiesa dovrebbe esser stata costruita nel 1597. 
Del nucleo originario oggi rimane la zona presbiteriale e le mura perimetrali, nel corso dei secoli l'edificio è stato modificato e parzialmente demolito all'interno. 
Le manomissioni maggiori risalgono certamente all'epoca in cui fu adibita a colombaia militare, tra il 1888 e gli inizi del XX secolo. 
Nell'ultimo dopoguerra fu adibita a monastero di clausura delle suore benedettine Mater Unitatis, oggi è sede di associazioni scout, disponendo anche degli alloggi un tempo usati dalle monache.

## Architettura
La facciata principale, semplicissima nelle sue forme, presenta in sommità un doppio spiovente sottolineato da un cornicione modanato.
Il portale di ingresso è incorniciato da due colonne poste su un alto basamento, addossate alla parete, e dall'architrave modanato, sovrastato da un timpano triangolare marcato da cornici in pietra, al di sopra del portale si apre una finestra rettangolare. 
All'interno è significativa la volta del presbiterio, dotata di una bellissima e complessa volta gotico - aragonese stellare, con le gemme e le chiavi di volta decorate con bassorilievi raffiguranti la Vergine e degli angeli.
I peducci su cui è imposta la volta sono riccamente scolpiti, con motivi antropomorfici e con l'emblema cinquecentesco del vescovo algherese Bacallar.